# Marie-Jeanne Schellinck
Marie-Jeanne Schellinck, née à Gand le 25 juillet 1757 et morte à Menin le 1er septembre 1840, est une personnalité militaire française.

## Biographie
Marie-Jeanne Schellinck commence sa carrière militaire à l'âge de 35 ans, le 15 avril 1792, au 2e bataillon belge. Nommée caporal le 15 juin 1792, sergent le 7 décembre 1793, faite prisonnier de guerre en Autriche le 3 mars 1797, de retour en France le 11 juin 1798, elle est nommée sous-lieutenant le 9 janvier 1806. 
Elle prend part aux batailles de Jemappes où elle est blessée de six coups de sabre, d'Arcole où elle est citée à l'ordre du jour, de Marengo, d'Austerlitz où elle est blessée d'un coup de feu à la cuisse gauche, d'Iéna ainsi qu'à la campagne de Pologne,,.
Le 20 juin 1808, après dix-sept ans de service, douze campagnes, huit blessures et une citation, elle aurait été décorée de la Légion d'honneur et pensionnée, 700 francs, par Napoléon. Marie-Jeanne Schellinck serait la première légionnaire,,,.
Vers 1890 une couverture de cahier d'écolier est réalisée, avec au recto une illustration de Charles Clérice « Napoléon remet la Légion d'honneur à M.-J. Schellinck en uniforme de lieutenant (1808) » et au verso un texte de Gaston Bonnefont.

## Légion d'honneur, légende ou réalité?
Si la réalité de la carrière militaire de Marie-Jeanne Schellinck ne pose pas de problème, la remise de la Légion d'honneur en 1808 ne fait pas l'unanimité. C'est Marie-Angélique Duchemin veuve Brulon, le 15 août 1851, qui est donnée comme la première femme chevalier de la Légion d'honneur,.
Dans L'Intermédiaire des chercheurs et curieux du 10 mai 1909, on peut lire page 705-706, au sujet de Marie-Jeanne Schellinck, donnée comme épouse de Saegher 

« Plusieurs fois blessée, elle fut bien décorée de la Légion d'honneur en 1808 et reçut une pension de 700 francs. Lors de la visite de Napoléon à Gand en 1810, Marie-Louise lui donna une robe de soie, une broche et une paire de boucles d'oreille. On la vit souvent au théâtre revêtue de cette robe sur laquelle brillait la croix de la Légion d'honneur (...) Sa fille Jeanne de Saegher fut dotée comme rosière en 1812 (cf. journal du département de l'Escaut du 27 novembre 1812). La croix de la Légion de Marie Schellinck et non Jeanne était déposée au local des Anciens frères d'armes de l'Empire à Gand. Cette société s'éteignit en 1874. »

— signé Louis Stroobant, L'Intermédiaire des chercheurs et curieux du 10 mai 1909
Et un peu plus loin, page 937 de la même revue 

« (...) Contrairement à l'assertion de M. Louis Stroobant, Marie et non pas Jeanne Schellinck n'a jamais été décorée de la Légion d'honneur et Napoléon lui-même n'a jamais attaché cette décoration sur la poitrine de cette femme pas plus que sur la poitrine d'aucune autre femme.(...) »

— L'Intermédiaire des chercheurs et curieux du 10 mai 1909
De plus, Napoléon se trouvait à Bayonne le 20 juin 1808, pas à Gand,.